# 낮잠공주: 모르는 나의 이야기
《낮잠공주: 모르는 나의 이야기》(일본어: ひるね姫 知らないワタシの物語)는 2017년 개봉한 일본의 애니메이션, 판타지 드라마 영화이다.

## 성우진
- 타카하타 미츠키 - 모리카와 코코네 / 에인션
- 에구치 요스케 - 모리카와 모모타로 / 피치
- 미츠시마 신노스케 - 사와타리 모리오
- 후루타 아라타 - 와타나베 이치로 / 베왕
- 타카하시 히데키 - 시지마 잇신 / 하트랜드 왕
- 쿠기미야 리에 - 조이
- 키스 로빈슨 - 애트론
- 마에노 토모야
- 타카기 와타루